# Sant Isaac d'Armènia
|  | Per a altres significats, vegeu «Isaac d'Armènia». |

Sant Isaac fou patriarca d'Armènia en temps del rei Artaxes IV d'Armènia. El rei va demostrar des del principi del seu regnat molta afició per a les dones. Els nakharark (senyors) aviat van criticar els hàbits dissoluts del rei i el van voler deposar. Sant Isaac el patriarca no els va secundar. Els nakharark, enutjats, van enviar una delegació a la cort de Ctesifont, dirigida pel monjo Surmak de Manzakert, que va fer una acusació de sant Isaac. El rei persa Bahram V va fer cridar sant Isaac i al rei Artaxes i els va deposar. Armènia fou incorporada com a província a Pèrsia i sant Isaac fou substituït per Surmak com a Patriarca.